# Колтыпина, Галина Борисовна
Галина Борисовна Колтыпина (29 декабря 1914, Талдом, Московская губерния, Российская империя — 2012) — советский библиограф и библиотековед.

## Биография
Родилась 29 декабря 1914 года в Талдоме. В 1935 году поступила в музыкальный техникум Хабаровска, который она окончила в 1937 году, в том же году поступила на литературный факультет ГПИ имени К. Либкнехта, который окончила в 1941 году. В 1941 году никуда не могла устроиться на работу из-за начала ВОВ, лишь после снижения опасности вокруг Москвы, в 1944 году устроилась на работу в ГБЛ и проработала там вплоть до 1984 года, при этом с 1963 года заведовала там отделом нотных изданий и звукозаписей. С 1984 года на пенсии.
Скончалась в 2012 году.

## Научные работы
Основные научные работы посвящены библиографии. Автор свыше 70 научных работ.

## Членство в обществах
- 1965-91 — Член КПСС.
- 1971 — Вице-президент IAML.

## Награды и премии
- Диплом и медаль IBCC «За выдающиеся достижения в XX веке».